# Остјор
Остјор или Асцјор (рус. Остёр; блр. Асцёр) руско-белоруска је река која протиче преко територија Смоленске и Могиљовске области и лева је притока реке Сож (део басена Дњепра и Црног мора).
Река Остјор извире на Смоленском побрђу у југоисточном делу Починковског рејона Смоленске области, између заселака Белик и Рјабци. Тече преко територија Починковског, Рослављанског и Шумјачког рејона, односно преко делова територије Климавичког и Кричавског рејона Могиљовске области. Улива се у Сож као његова лева притока код села Холм у Шумјачком рејону, након 274 km тока. Преко територије Белорусије тече дужином од око 50 km.
Површина сливног подручја Остјора је 3.490 km². Просечан проток на око 36 km од ушћа је 20,8 m³/s, док је у зони ушћа вредност протока 21,6 m³/s. Под ледом је од новембра до краја јануара, а највиши водостај има крајем маја и почетком априла.
У горњем делу тока њена обала је доста ниска, широка и замочварена, док се у средњем делу тока сужава на свега 40 до 50 метара и знатно је виша, односно речно корито је више усечено у тло. Приобална равница се у доњем делу тока шири у пространу низију ширине од 1,5 до 2 km.
На њеним обалама се налази град Рослављ.